# أليشيوانيلا حقلية
أليشيوانيلا حقلية (بالإنجليزية: Alishewanella agri)‏ هو أحد أنواع البكتيريا التابع لجنس الأليشيوانيلا ضمن شعبة المتقلبات.